# 박유선
박유선(2000년 6월 12일 ~ )은 대한민국의 배우이다.
KBS 2TV의 드라마 《부부클리닉 사랑과 전쟁》으로 처음 데뷔하였다. 영화 출연은 2005년 박흥식 감독의 《사랑해, 말순씨》에 조연으로 출연하면서 시작하였다. 이후 2006년 김태균 감독의 《백만장자의 첫사랑》과 2007년 윤제균 감독의《1번가의 기적》등 다른 영화에서도 조연으로 활약하였다.

## 연기 활동

### 영화
- 《사랑해, 말순씨》박흥식 감독 (2005년)
- 《백만장자의 첫사랑》김태균 감독 (2006년)
- 《잔혹한 출근》 김태윤 감독 (2006년)
- 《1번가의 기적》윤제균 감독 (2007년)

### 텔레비전 드라마
- KBS 2TV 《부부클리닉 사랑과 전쟁》
- 2004년 KBS2 주말연속극 《애정의 조건》 ... 나은수 역
- 2006년 KBS2 아침드라마 《아줌마가 간다》 ... 김사랑 역
- 2006년 MBC 단막극 《베스트극장 - 중독》 ... 김지은 역
- 2007년 MBC 일일시트콤 《김치 치즈 스마일》 ... 신월도 역
- 2008년 SBS 드라마스페셜 《일지매》 ... 양순이 역
- 2008년 MBC 일일연속극 《사랑해, 울지마》 ... 임윤미 역
- 2010년 KBS2 단막극 《드라마 스페셜 - 마지막 후뢰시맨》 ... 조복남 역
- 2010년 KBS2 단막극 《드라마 스페셜 - 달팽이 고시원》 (특별출연)

## 연기 외 활동

### 텔레비전 프로그램
- 2008년 MBC every1 가족이 필요해 시즌 1

### 광고
- 빨간펜
- 스팸